# Marco da Silva (Choreograf)

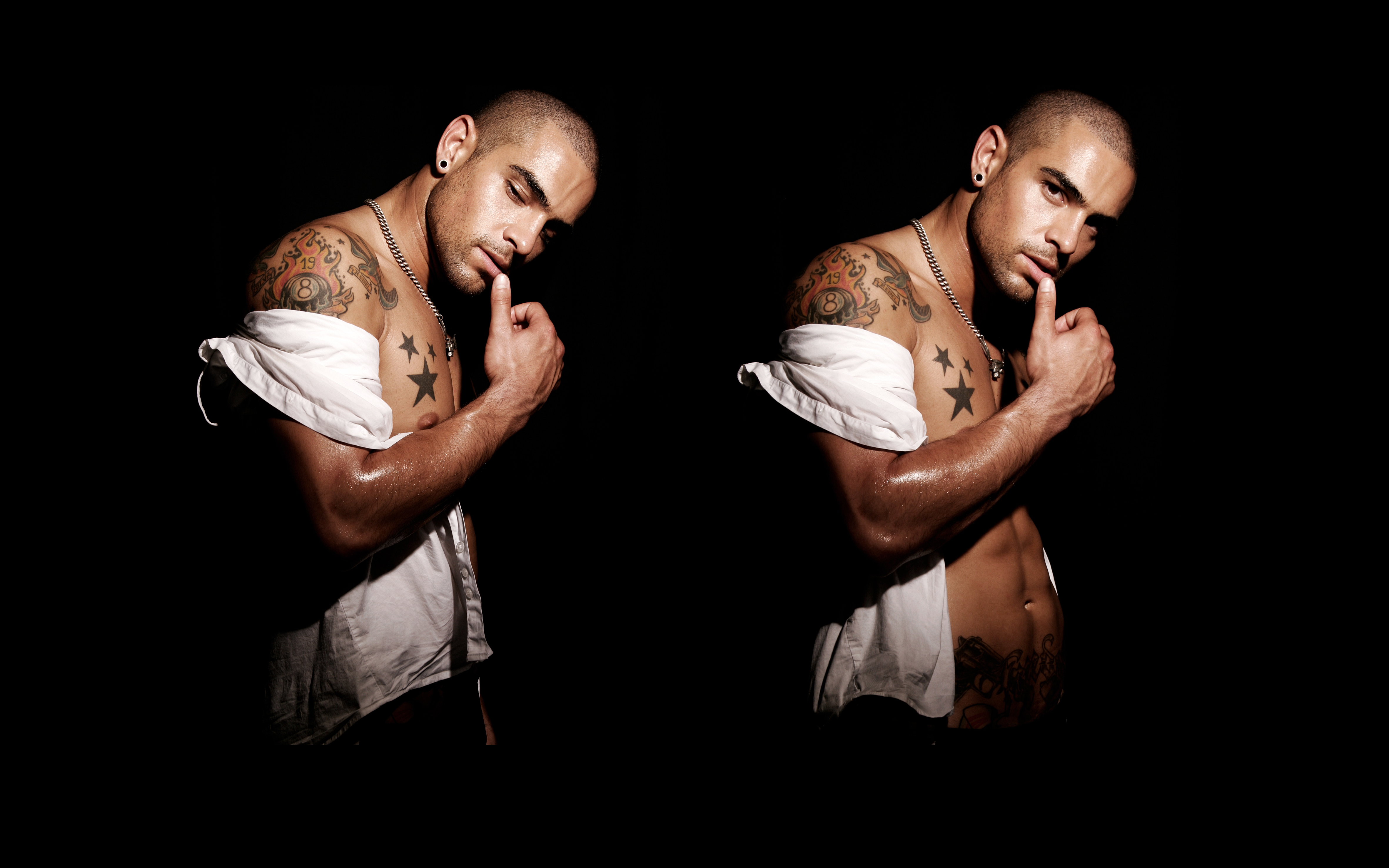
Marco da Silva

Marco da Silva (* 30. Mai 1977 in Bremen) ist ein deutsch-portugiesischer Choreograf, Sänger und Tänzer.

## Werdegang
Schon in früher Kindheit wurde Marco da Silva die Musik in die Wiege gelegt. Seine portugiesischen Eltern waren bekannte Fado-Sänger. Marco selber war mehrere Jahre lang Mitglied einer portugiesischen Folklore-Gruppe. In seiner Jugend begann da Silva sich allerdings mehr für die moderne Musik und vor allem für das Tanzen zu interessieren. Was zunächst mit Auftritten als Gogo-Tänzer in Clubs begann, wurde für Marco da Silva schon bald zum Beruf.
Im Jahr 2000 sollte er aber zunächst das Fach wechseln. Marco da Silva veröffentlichte eine Coverversion des Ritchie-Valens-Hits „La Bamba“, die in Deutschland und der Schweiz in die Charts kam. Doch schon kurz darauf zog es ihn wieder zu seinen tänzerischen Wurzeln zurück. Im Laufe der Jahre war Marco da Silva als Tänzer in Musikvideos von beispielsweise den No Angels, Mariah Carey oder Geri Halliwell zu sehen. 2005 war Marco da Silva dann einer der Tänzer bei Kylie Minogues „Showgirl Tour“.
In Deutschland konnte man Marco da Silva unter anderen als Jurymitglied in der Sat.1-Show You Can Dance im Fernsehen sehen. 2005 gründete Marco da Silva seine eigene Agentur mit „Eightcounts Entertainment“ welche Tänzer und Choreografen vermittelt. 2008 hatte er einen Gastauftritt im zweiten Workshop der Pro7 Show „Popstars“. Marco da Silva lebt überwiegend in London.
2011 arbeitete da Silva erstmals als Choreograf für Britney Spears’ Femme Fatale Tour.

## Diskografie
- 2000: La Bamba (Single)
- 2010: M (Album)

## Videos
- 2000: La Bamba
- 2000: Thank God I Found You – Mariah Carey
- 2002: Something About Us – No Angels
- 2003: No Angel (It’s All in Your Mind) – No Angels
- 2003: Feelgood Lies – No Angels
- 2005: The Showgirl Tour – Kylie Minogue (Tour-DVD)
- 2008:  The Party’s Over – Valeriya
- 2008: All I See – Kylie Minogue
- 2010: Vivir Asi Es Morir De Amor – Ninel Conde